# Zwiebelsuppe

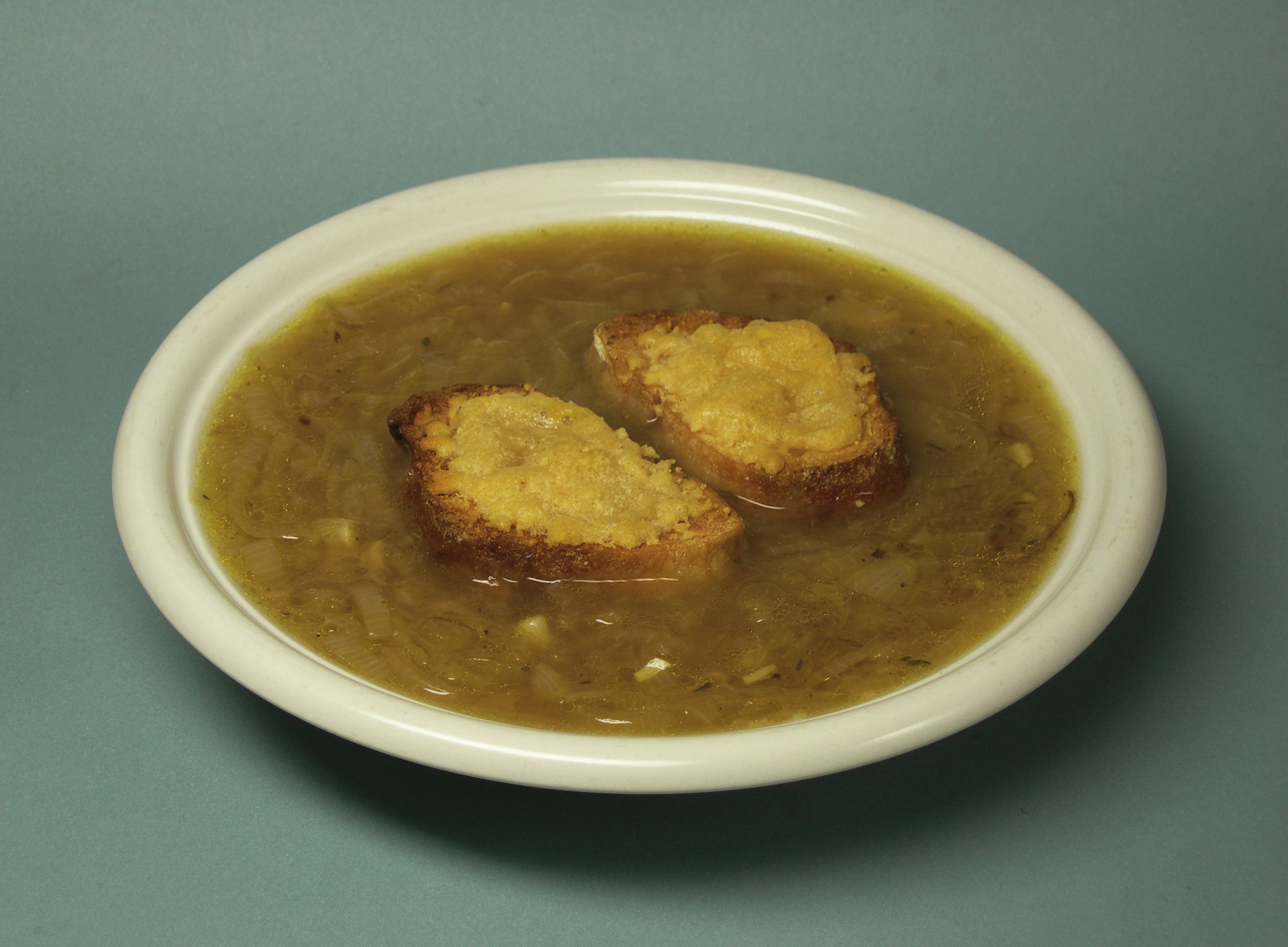
Pariser Zwiebelsuppe

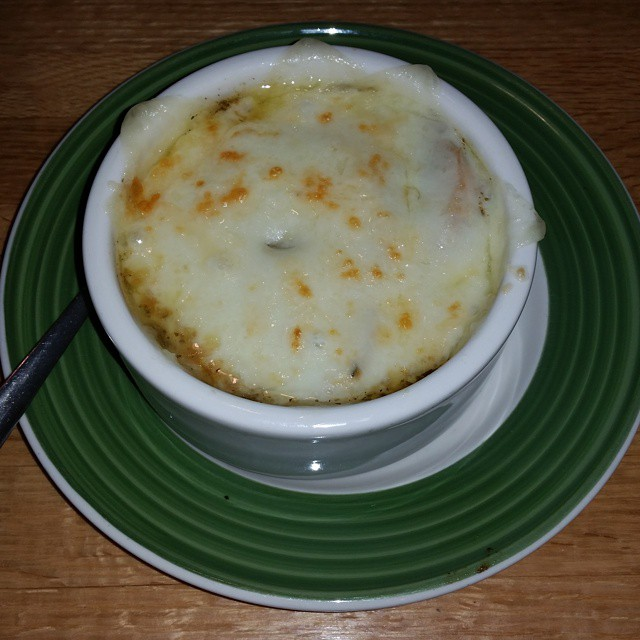
Gratinierte Zwiebel-Käsesuppe

Zwiebelsuppe ist eine Gemüsesuppe mit gedünsteten Zwiebeln als Hauptzutat. Sie ist in Varianten in vielen Ländern verbreitet, die bekannteste ist vermutlich die französische oder Pariser Zwiebelsuppe. Aufgrund der sehr preisgünstigen Zutaten war sie lange Zeit vor allem ein Essen der Armen.
Allen Zwiebelsuppen ist gemeinsam, dass zunächst dünn geschnittene oder gewürfelte Zwiebeln in Fett gründlich angedünstet werden, dann Flüssigkeit wie Wasser oder Fleischbrühe, teils auch Weißwein, hinzugegeben und alles noch einige Zeit gegart wird, wodurch die Zwiebeln ihre Schärfe verlieren, ein würzig-süßliches Aroma entwickeln und der Suppe eine leichte Bindung verleihen. In vielen Rezepten wird die Suppe noch zusätzlich mit etwas Mehl oder Eigelb gebunden.

## Französische Zwiebelsuppe
Ein frühes Rezept mit der Bezeichnung soupe a l’oignon ist in der ergänzenden Ausgabe der Rezeptsammlung Le Viandier des Guillaume Tirel (auch: Taillevent) aus dem 15. Jahrhundert enthalten. François-Pierre de La Varenne, der Leibkoch von Maria de’ Medici, beschreibt 1651 in seinem Kochbuch Le Cuisinier François die Verwendung von Brot als Einlage für die Zwiebelsuppe.
Die französische oder Pariser Zwiebelsuppe (Soupe à l’oignon oder Soupe d’oignons aux Halles) wurde schon im 18. Jahrhundert als Imbiss für Händler, Kunden und Touristen in den Pariser Markthallen angeboten.
Für die klassische Zubereitung werden in dünne Scheiben geschnittene Zwiebeln, manchmal noch Knoblauch, in Butter oder Pflanzenöl langsam angeschwitzt, bis sie eine goldgelbe Farbe angenommen haben, dann werden sie eventuell mit Mehl bestäubt und mit Weißwein abgelöscht. Schließlich wird Wasser, Gemüse- oder meist Fleischbrühe aufgefüllt und die Suppe langsam zu Ende gegart. Üblich ist es, geröstete Weißbrotscheiben (Croûtons) in die gefüllten Suppenteller oder -tassen zu geben, mit geriebenem Käse zu bestreuen und alles noch zu gratinieren (Soupe à l’oignon gratinée oder Soupe au fromage, siehe Käsesuppe).
Die Zwiebelsuppe Straßburger Art gleicht der Pariser, nur werden Croûtonwürfel verwendet und zum Schluss ein rohes Eigelb auf den Teller gesetzt.
Daneben gibt es auch noch die sämigere Soupe Soubise, bei deren Zubereitung die Zwiebeln zu Püree verkocht und die Suppe mit Béchamelsauce gebunden wird. Statt mit überbackenem Brot wird die Soupe Soubise mit Croûtonwürfeln und Schwemmklößen aus Brandmasse serviert. Wie auch die Sauce Soubise ist diese Suppe nach ihrem angeblichen Erfinder benannt, dem Feldmarschall und Feinschmecker Charles de Rohan, Prince de Soubise.

## Deutsche Zwiebelsuppe
Auch in Deutschland sind der französischen ähnelnde Zwiebelsuppen bekannt. Die Pfälzer Zwiebelsuppe wird mit Sahne und Wein zubereitet, mit Kümmel gewürzt, und das Röstbrot ohne Käse dazugegeben. Die süddeutsche Zwiebelsuppe wird mit blonder Mehlschwitze gebunden, durch ein Sieb gestrichen, mit Eigelb legiert und mit gerösteten Brotwürfeln serviert. In Marie Buchmeiers Praktischem Kochbuch für die bürgerliche, sowie feine Küche von 1885 findet sich ein äußerst einfaches Rezept, bei dem dünn geschnittenes Schwarzbrot in der Terrine mit kochendem Wasser übergossen wird und in Butter gelb gedünstete Zwiebeln dazugegeben werden; insofern ähnelt das Gericht eher einer Brotsuppe. Rheinische Zwiebelsuppe enthält neben Zwiebeln und Fleischbrühe gewürfelte Möhren und mitgegarte Bratwürste. Sie wird durch ein Sieb passiert und mit Essig abgeschmeckt, die Bratwürste werden geschnitten als Einlage verwendet. Hamburger Zwiebelsuppe wird mit Schalotten, Bouillon und Sherry bereitet und mit Croutons und Käse gratiniert.

## Italienische Zwiebelsuppe
Neben der französischen Version ist in Italien auch eine Variante bekannt, bei der Brühe und Wein durch Milch ersetzt sind. Sie wird mit Croûtonwürfeln und geriebenem Parmesan serviert, jedoch nicht überbacken.
Die Cipollata ist ein eigenständiges Gericht und ähnelt eher einem Eintopf. Für sie werden Zwiebeln und Speck sanft gedünstet, passierte Tomaten hinzugegeben, alles gründlich gegart und die Suppe zum Schluss mit einer Mischung aus geriebenem Parmesan und geschlagenen Eiern gebunden. Zusätzliche Flüssigkeit wird nur verwendet, wenn der Eintopf zu dick sein sollte. Auch Cipollata wird mit geröstetem Brot serviert.

## Arabische Zwiebelsuppe
Cherbah, die arabische Zwiebelsuppe, enthält zusätzlich Paprikaschoten, Tomaten und Knoblauch, die mit den Zwiebeln gedünstet werden. Aufgefüllt wird mit Fleischbrühe. Als Gewürze dienen neben Pfeffer und Salz frische Minze und Zitronensaft. Zum Schluss wird Cherbah mit Eigelb gebunden.